# Max Sering

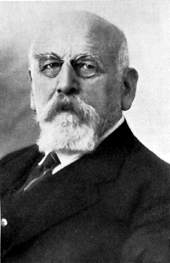
Max Sering

Max Sering (* 18. Januar 1857 in Barby; † 12. November 1939 in Berlin) war ein deutscher Nationalökonom und Agrarpolitiker.

## Familie und Ausbildung
Sering wurde am 18. Januar 1857 in Barby geboren. Sein Vater, Friedrich Wilhelm, war Komponist und Musiklehrer, hielt später aber auch eine Position als Professor in Straßburg. Seine Mutter war Tochter des Lehrers Abraham Salomon Friedländer. Sering heiratet im Jahr 1889 Anna Busch, die Tochter eines Medizinprofessors aus Bonn und zeugt mit ihr einen Sohn Max (1891–1918) und eine Tochter Elisabeth (1896–2002), verheiratet mit Wolfgang von Tirpitz.
Initial besuchte Sering das Gymnasium in Magdburg und das Lyceaum in Straßburg, wo er 1876 das Abitur erhielt. Anschließend studierte er an den Universitäten Straßburg und Leipzig Volkswirtschaftslehre und legte 1879 das juristische Referendarexamen ab. Bis 1883 absolvierte er ein Referandariat im Justiz- und Verwaltungsdienst im Elsass, wobei er im Jahr 1881 an der staatswissenschaftlichen Fakultät der Universität Straßburg zum Dr. rer. pol. promovierte. Während seiner Studienzeit wurde Sering maßgeblich beeinflusst und angeleitet durch Gustav von Schmoller und Georg Friedrich Knapp.

## Karriere
Im Jahr 1883 bereiste Sering im Auftrag der preußischen Regierung Nordamerika zum Studium der landwirtschaftlichen Konkurrenz. In den sieben Wochen seines Aufenthalts besuchte er Washinghton D.C., Chicago, Kalifornien, British Columbia, Quebec, Ottawa sowie diverse Stationen der Great Plains Region. Dabei hatte er Gelegenheit sich mit lokalen Experten der Argrarwissenschaft und Nationalökonomie, deutschen Auswanderern, sowie Politikern zu treffen und auszutauschen. Anschließend an diese Reise wurde er im selben Jahr an der Universität Bonn unter Anleitung von Erwin Nasse habilitiert und dort 1885 auch zum außerordentlichen Professor für Staatswissenschaften berufen. Anknüpfend an seine erste Reise unternahm Sering weitere Forschungsreisen nach Nordamerika und traf dort 1887 Karl Ludloff. In den Folgejahren lehrte er 1889–1906 als ordentlicher Professor an der Landwirtschaftlichen Hochschule Berlin und erhielt 1893 erst eine Position als Extraordinarius und dann 1897–1925 als Ordinarius an der Friedrich-Wilhelms-Universität zu Berlin. Zu seinen Studenten in dieser Zeit zählten Hans Karl Zeßner-Spitzenberg, Otto von Habsburg, Marie-Elisabeth Lüders und Heinrich Lübke.
Sering galt als führender und international anerkannter deutscher Agrarökonom. Er war Mitglied der Preußischen Akademie der Wissenschaften, des deutschen Landwirtschaftsrates und des preußischen Landesökonomiekollegiums. Im Jahr 1912 gründete er zusammen mit Friedrich Ernst von Schwerin und Alfred Hugenberg die Gesellschaft zur Förderung der inneren Kolonisation. Während des Ersten Weltkriegs war er zudem Teil des Vorsitzes der Wissenschaftlichen Kommission des preußischen Kriegsministeriums. Ab 1921 gründete er schließlich das deutsche Forschungsinstitut für Agrar- und Siedlungswesen (Sering-Institut), dessen Leiter er bis zur Zwangsauflösung im Jahr 1934 auch war.

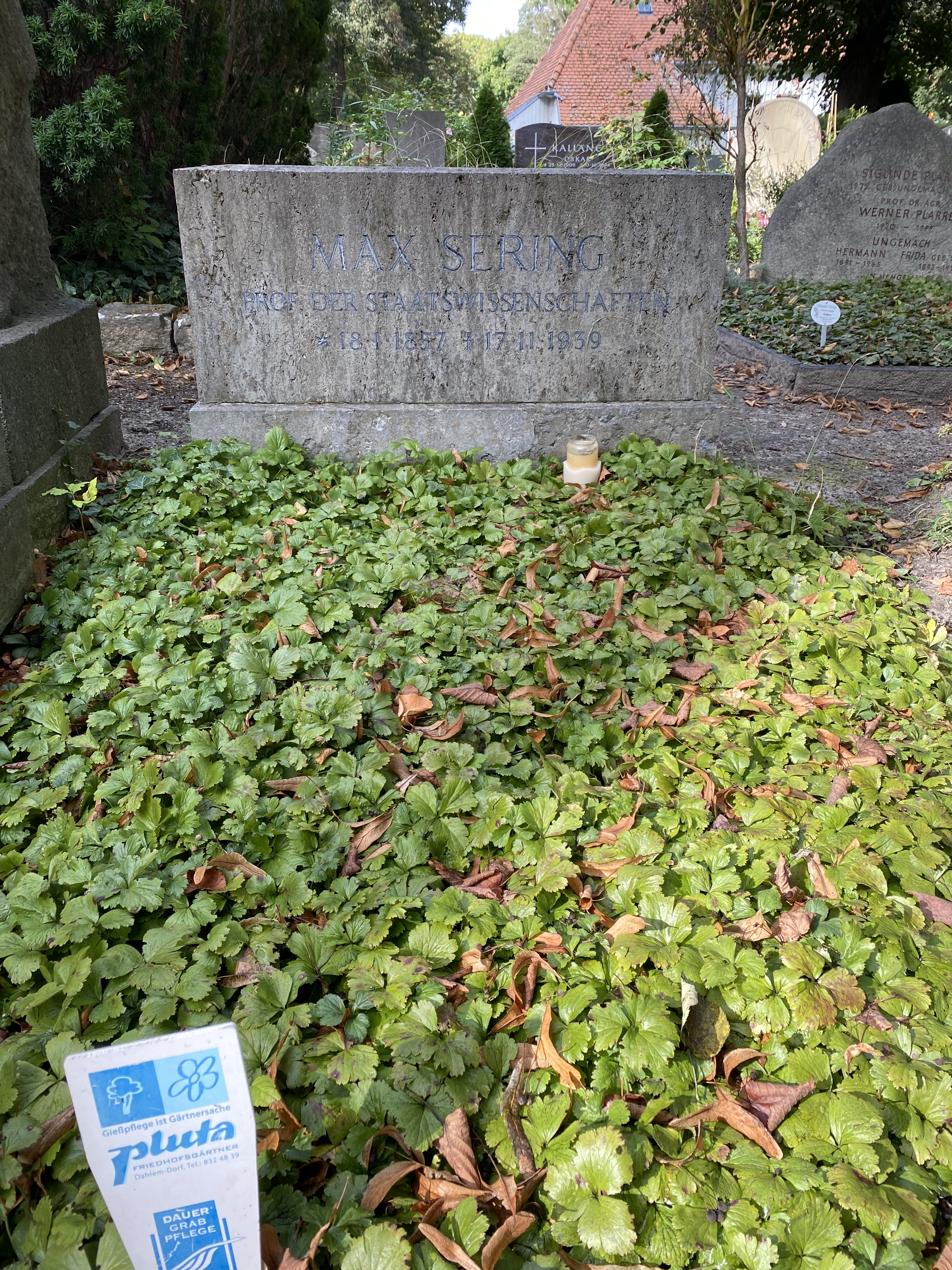
Grabstätte Max Sering

Ab Anfang 1933 wurde er schrittweise aus seinen Ämtern verdrängt. Grund hierfür war nicht seine Herkunft, sondern seine Opposition zum Nationalsozialismus. Im Zuge der nationalsozialistischen Wissenschaftspolitik nach der Ernennung Hitlers zum Reichskanzler kam es zu Serings Ausschluss aus der Akademie der Wissenschaften und zu seiner Absetzung als deutscher Vertreter bei internationalen Konferenzen und Gremien. Er zog sich ins Privatleben zurück und starb 1939 in Berlin. Seine letzte Ruhestätte fand er auf dem St.-Annen-Kirchhof in Berlin-Dahlem.

## Arbeit
Serings frühe Mentoren, Gustav von Schmoller und Georg Friedrich Knapp, beeinflussten ihn nachhaltig hin zu einer historischen Herangehensweise an wirtschaftliche Zusammenhänge und sozialpolitische Probleme. Die Publikation Die landwirtschaftliche Konkurrenz Nordamerikas in Gegenwart und Zukunft, welche aus den Erfahrungen von Serings erster Nordamerikareise geschrieben wurde, war in jener Zeit ein hochaktuelles Thema mit großer Relevanz für Entscheidungen zur einheimischen Landwirtschaft und protektionistischer Agrarpolitik.
Im Auftrag des preußischen Ministeriums für Landwirtschaft gab Sering das Sammelwerk Die Vererbung des ländlichen Grundbesitzes im Königreich Preußen (bisher Band 1–6 und 8–14, Berlin 1897–1905) heraus. Ab 1903 war er Mitherausgeber der Staats- und sozialwissenschaftlichen Forschungen.
Er arbeitete den Entwurf des 1919 erlassenen Reichssiedlungsgesetzes aus. Ab 1927 war er deutscher Vertreter in der Agrarkommission der Weltwirtschaftskonferenz in Genf.

## Politische Positionen
In seiner wissenschaftlichen Tätigkeit und Berateraufgaben gegenüber der Regierungen des Kaiserreichs ist Sering als kaisertreuer Monarchist zu erkennen. Zugleich hegte er jedoch wenig Sympathie für die Junker, die preußische Adelsklasse, welche den Großteil des ostpreußischen Farmlandes besaß und verwaltete. Stattdessen formulierte er eine Vision von großangelegter Migration veramter und arbeitsloser Stadtbewohner in diese Gebiete, welche dort als Kleinbauern ihr eigenes Land bestellen sollten.

## Auszeichnungen
Im Jahr 1932 erhielt Max Sering aus den Händen des Reichspräsidenten den Orden Adlerschild für seine „wertvolle Mitarbeit bei der deutschen Agrargesetzgebung“.

## Schriften (Auswahl)
Neben zahlreichen anderen Abhandlungen schrieb Sering:
- Geschichte der preußisch-deutschen Eisenzölle. In: Gustav Schmoller: Staats- und sozialwissenschaftlichen Forschungen. Leipzig 1882.
- Die landwirtschaftliche Konkurrenz Nordamerikas in Gegenwart und Zukunft. Leipzig: Duncker & Humblot, 1887.
- Arbeiterausschüsse in der deutschen Industrie (= Schriften des Vereins für Sozialpolitik. Band 46). Leipzig 1890.
- Die innere Kolonisation im östlichen Deutschland (= Schriften des Vereins für Sozialpolitik. Band 56). Leipzig 1893. (Digitalisat)
- Das Sinken der Getreidepreise und die Konkurrenz des Auslandes. Berlin 1894.
- Erbrecht und Agrarverfassung in Schleswig-Holstein, Berlin 1908 (= Die Vererbung des ländlichen Grundbesitzes im Königreich Preussen, Bd. 7)
- Deutschland unter dem Dawes-Plan: Entstehung, Rechtsgrundlagen, wirtschaftliche Wirkungen der Reparationslasten, Berlin, Boston: De Gruyter, 1928.